# الحاجز الدموي-الحبلي الشوكي
حاجز الحبل الشوكي الدموي (بالإنجليزية: Blood-Spinal Cord Barrier)‏ هو مكوِّن من حاجز الجهاز العصبي المركزي الدموي، وغالبًا ما يتم تبسيطه من قبل الأدب الطبي باعتباره حاجز دموي دماغي، ومع ذلك قد يتم اختراق حاجز الحبل الشوكي في الدم بشكل مستقل عن الحاجز بين الدم والدماغ، كما هو موضح في الاختبار المعملي لعلاج التصلب المتعدد.

## روابط خارجية
- PubMed The blood-spinal cord barrier: morphology and clinical implications.